# غوستافو غيمنو
غوستافو غيمنو (بالإسبانية: Gustavo Gimeno) هو موزع إسباني، ولد في 1976 في بلنسية في إسبانيا.

## وصلات خارجية
- الموقع الرسمي
- غوستافو غيمنو على موقع ميوزك برينز (الإنجليزية)
- غوستافو غيمنو على موقع أول ميوزيك (الإنجليزية)
- غوستافو غيمنو على موقع ديسكوغز (الإنجليزية)